# Avasújváros község
Avasújváros község (románul: Comuna Orașu Nou) község Szatmár megyében, Romániában. Központja Avasújváros, beosztott falvai Kőszegremete, Nagyhegy, Rózsapallag, Rózsapallaghegy.

## Népessége
A 2011-es népszámlálás adatai alapján a község népessége 3806 fő volt.